# 龔古爾兄弟

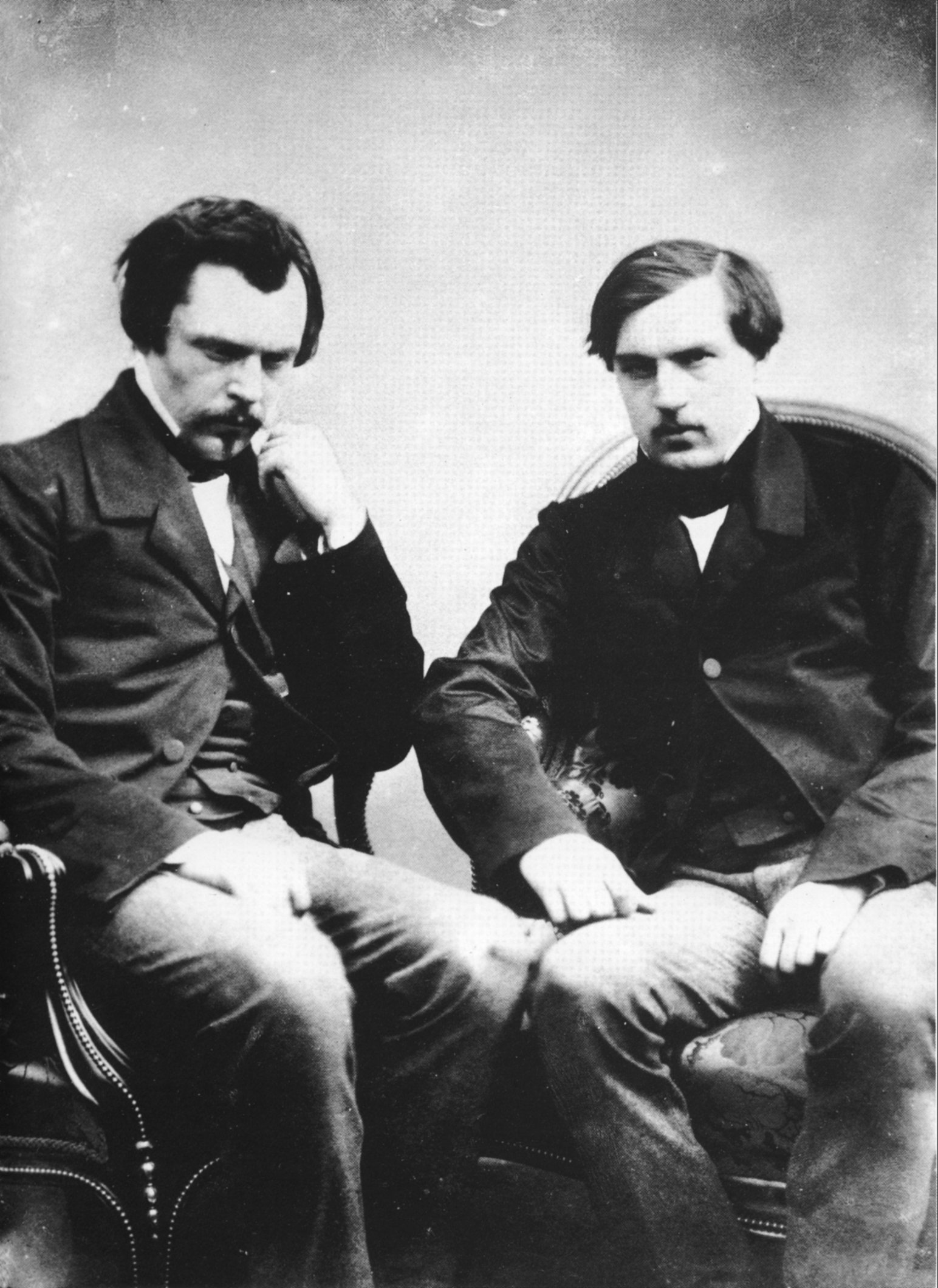
龔古爾兄弟

龔古爾兄弟，即19世紀法國作家愛德蒙·德·龔古爾（Edmond de Goncourt，1822年—1896年）和他弟弟朱爾·德·龔古爾（Jules de Goncourt，1830年—1870年）。
哥哥埃德蒙1822年5月26日生於南锡，弟弟儒勒1830年12月17日生于巴黎。1849年兩兄弟定居巴黎，一起研究法国18世纪的历史，发表《18世纪的艺术》一書。龔古爾兄弟這兩位作家對法國自然主義小說、社會史和藝術評論都有貢獻，兩人都終身沒有結婚，他們並非孿生兄弟，且相差八歲，但他們舉止行為相似，有相同的愛好，儘管為過於神經質的敏感症所困擾（一說弟弟患有梅毒），永遠以單數龔古爾發表著作。重要作品有《翟米尼·拉賽特》、《少女艾爾莎》、《親愛的》等，龔古爾兄弟強調小說一定要反映生活，動筆之前一定進行廣泛的調查研究，人物大都实有其人，是“文獻小說”之創始人。因為兩兄弟抱持獨身主義，小說中不時流露對女人的偏見。
龔古爾兄弟的另一重要文獻是他們堅持寫作數十年、多達22卷的《龔古爾日記》，是研究法蘭西第二帝國和第三共和國時代文藝界情況的寶貴史料。弟弟儒勒1870年6月20日卒於于巴黎。1896年7月16日哥哥愛德蒙卒於尚皮尼，死後遺囑宣布將全部財產成立龚古尔学院，並設立龔古爾學會，由10位委員負責，每年從當年發表的小說中評選出最佳新人作，獎勵5000金法郎。龔古爾文學獎從1903年開始評選，獎金雖然不多，但獲獎者的作品保證暢銷，所以這個獎項非常受關注，每年12月學會委員聚集在巴黎德胡昂饭店進行評選，外面等候的記者雲集。